# Acer caucasicum
Acer caucasicum é uma espécie de árvore do gênero Acer, pertencente à família Aceraceae.